# かむかむ
かむかむは、三菱食品株式会社が販売しているチューイングキャンディーである。
かむときに味が出るように、やわらかいキャンディーを砂糖でコーティングしている。ボトルタイプもある。
2002年に菓子卸売大手のサンエスがプライベートブランドとして一部のコンビニエンスストアなどで販売を開始（2007年5月以前の販売元は関連会社のリバティジャパン）。テレビCMなどの広告宣伝を一切行っていないが、食感の珍しさもあり、口コミによりヒット商品となった。

## フレーバーの種類
- レモン（一番有名でレモンのかたちをしている）
- ヨーグルト
- パイナップル
- グレープ
- キウイ
- 梅
- ストロベリー
- シークヮーサー
- ピンクグレープフルーツ（一時期、販売されていなかったが、2008年3月24日に販売開始）
- ラムネ
- 黒糖
- 白桃
- みかん